# V2ロケット
V2ロケット（）は、第二次世界大戦中にドイツが開発した世界初の軍事用液体燃料ミサイルであり、弾道ミサイルである。それ以前から開発されていたアグリガット（Aggregat）ロケットシリーズのA4ロケットを転用・実用兵器化し、宣伝大臣ヨーゼフ・ゲッベルスが報復兵器第2号（Vergeltungswaffe 2）と命名したため、この名で呼ばれることとなった。この兵器は同大戦末期、主にイギリスとベルギーの目標に対し発射された（→発射映像）。後にアメリカ合衆国でアポロ計画を主導したヴェルナー・フォン・ブラウンが計画に参加し設計を行ったことで知られる。

## 開発

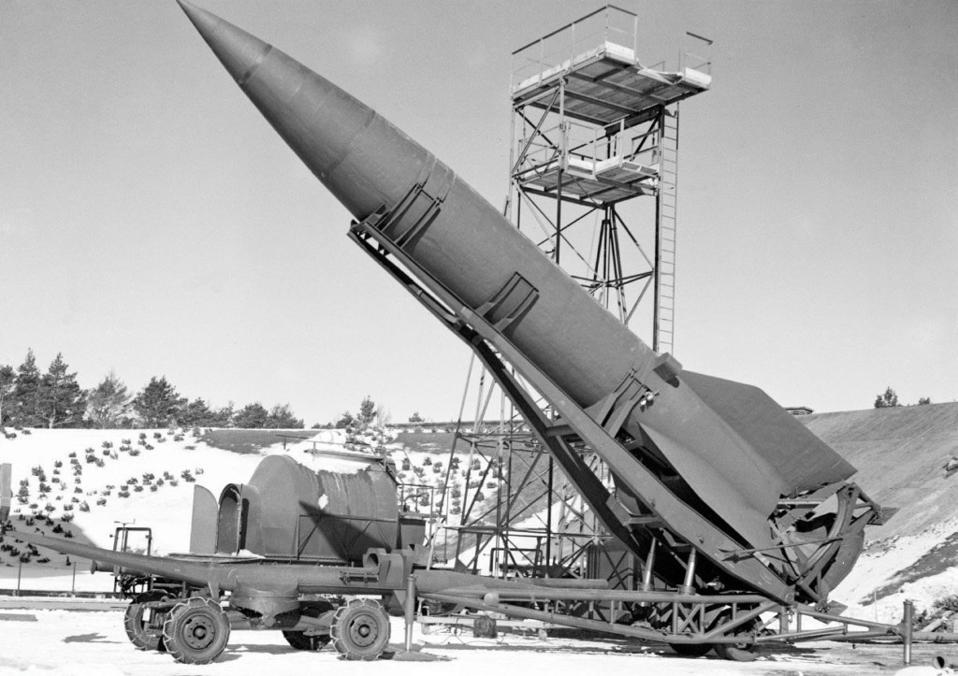
牽引式発射装置上のV2

1927年に結成されたドイツ宇宙旅行協会は、宇宙旅行を目指して1929年頃から液体燃料ロケットを研究していた。ヴェルサイユ条約で大型兵器の開発を禁止されていたヴァイマル共和国の陸軍は、1932年に同協会が開発中の液体燃料ロケットが持つ長距離攻撃兵器としての可能性に注目、ヴァルター・ドルンベルガー陸軍大尉は、資金繰りに悩むアマチュア研究者だったヴェルナー・フォン・ブラウンらの才能を見抜き、陸軍兵器局の液体燃料ロケット研究所で研究を続けるよう勧誘した。
ヴェルナー・フォン・ブラウンらはこれに応じて同研究所に参加、1934年12月、エタノールと液体酸素を推進剤とする小型のA2ロケット（質量500 kg）の飛行実験を成功させた。
1936年までには、チームはA2ロケットの開発計画を終了し、新たにA3 と A4 の開発に着手した。後者は射程175 km、最大高度80 km、搭載量約1 tとして設計された。フォン・ブラウンの設計するロケットは兵器としての現実性を増しつつあり、ドルンベルガーは実験規模を拡大し、かつ研究活動を秘匿するため、開発チームをベルリン近郊のクマースドルフ陸軍兵器実験場からドイツ北部バルト海沿岸のウーゼドム島ペーネミュンデに新設したペーネミュンデ陸軍兵器実験場（HVP）に移した。
A4の約1/2スケールモデルのA3は4回の打上げに全て失敗したため、A5の設計が始められた。このバージョンは完璧な信頼性を備え、1941年までに約70機が試射された。
最初のA4は1942年3月に飛行、およそ1.6 km飛んで海中落下した。2回目の打上げでは高度11.2 kmに到達して爆発した。
1942年10月3日の3回目の打上げで成功。ロケットは完全な軌跡を描き、宇宙空間に到達した初の人工物体となって192 km先に落下した。
ヒトラーは1939年にクマースドルフ陸軍兵器実験場で2回の試射を視察するまでは兵器としての潜在性を認識していなかったが、視察後、関心を抱いた。V2量産は軍需省のこの計画の責任者であったゲルハルト・デーゲンコルブに承認された。彼らは権限を持っており、些細なことでも承認を得るのにエネルギーを費やしたと後にフォン・ブラウンは語っている。干渉にもかかわらず、2年間で100機のV2が製造された。
1940年頃からイギリス軍情報部は写真偵察からこの開発計画を察知、1943年8月にペーネミュンデを爆撃した（ハイドラ作戦）。このため、同年11月から生産テスト・発射訓練部隊は内陸部奥深くの武装親衛隊演習場、ハイデラーガー（現ポーランドのブリツナ）に移動した。1944年5月には、試射されたミサイルをポーランド人レジスタンスがブク川の土手から回収、極めて重要な技術的詳細をイギリスに伝えたこともあり、連合軍はペーネミュンデを数回にわたって爆撃し、研究と生産を遅延させた。
親衛隊はロケット開発を傘下に収めようとして、司令官を陸軍のレオ・ツァンセンから親衛隊のハンス・カムラーへ交代させようとしたが、ドルンベルガーはこれを阻止した。親衛隊はあきらめず、1944年にフォン・ブラウンを東プロイセンのゲシュタポへ召喚し、ハインリヒ・ヒムラーは彼に軍を除隊して彼のために働くように強制しようとした。フォン・ブラウンはこの要請を辞退した。数日後、彼は3人のゲシュタポによって逮捕され、2週間後にシュテティーンの収容所において、「軍用ロケットには関心が無く宇宙探査を目的として働いていて、イギリスへロケット設計図と共に小型機で亡命する計画がある」という嫌疑により、親衛隊による裁判にかけられた。ドルンベルガーはヒトラーにフォン・ブラウンの釈放を直訴し、釈放された。
V2を移動式兵器にするには問題を解決する必要があった。それは研究室に近い環境での推進剤充填、整備、設定を必要としたことである。軍の専門家達は移動式が最適と考えたが両方式が試された。
ドルンベルガーは当初からトラクター牽引式発射装置を想定、ロケットのサイズを鉄道・道路での輸送が可能な範囲に留めることを設計条件としていた。アドルフ・ヒトラーは地下発射陣地にこだわり、最初の陣地建設がカレー近くで1943年開始されたが、イギリスは直ちに爆撃して破壊した。この作戦はクロスボー作戦として著名。
このため地下発射陣地建設計画は破棄され、ミサイル、人員、機器、燃料を乗せた約30台の各種車両から成る技術部隊・発射部隊が編成された。ペーネミュンデの技術者達はMeillerwagenとして知られる移動式発射装置を開発した。ミサイルは陣地設営から4 - 6時間で発射できた。ミサイルは工場から射場近くまで鉄道輸送され、運搬車に載せ換えて射場まで道路輸送された。弾頭が取り付けられた後、発射部隊がミサイルを発射台兼用車に移し、液体燃料を注入し発射した。
ミサイルは事実上どこからでも発射可能で、カモフラージュの観点から特に森林の道路上が好まれた。射場決定から発射までの所要時間は、4 - 6時間程度で、機動性の高い小部隊で、一度も敵空軍に捕捉されたことはなかった。
なお、報復兵器のうち、V1 は空軍所管だったのに対し、V2は陸軍が所管した。これは、V1 が飛行爆弾で「無人攻撃機」とみなされたのに対して、V2はロケットで「巨大で高性能な砲弾」と考えられたことによる。

## 生産・発射
V2は、ドイツ中部ノルトハウゼン近郊の岩塩採掘抗を利用した工場で、近くのミッテルバウ＝ドーラ強制収容所収容者により生産された。その多くはフランスとソ連の戦争捕虜で、劣悪な環境の中、約1万人が過労死したり警備員に殺された。皮肉にもこの数はV2の攻撃による死者数を上回る。
最初に運用段階に達したのは第444砲兵大隊で、1944年9月2日、当時解放されたばかりのパリを攻撃すべく、ベルギーのウッファリーズ近くに発射基地を設営した。翌日には第485砲兵大隊がロンドン攻撃のためにハーグに移動した。数日間は打ち上げ失敗に終わったが、9月8日両部隊とも成功した。
続く数か月間に発射された総数は次の通り。
- ベルギーに対して
  - アントウェルペン - 1610
  - リエージュ - 27
  - ハッセルト - 13
  - トゥルネー - 9
  - モンス - 3
  - ディースト - 2
- フランスに対して
  - リール - 25
  - パリ - 22
  - トゥールコアン - 19
  - アラス - 6
  - カンブレ - 4
- イギリスに対し
  - ロンドン - 1358
  - ノリッジ/イプスウィッチ - 44

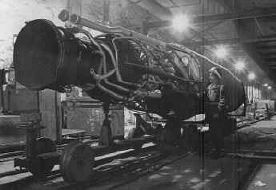
岩塩坑跡に設置された生産ライン

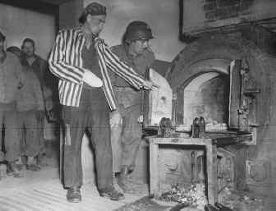
ドーラの死体焼却炉

- 地上部隊が爆破に失敗したライン川鉄橋を目標に
  - ルーデンドルフ橋（レマーゲンの鉄橋） - 11
- オランダに対し
  - マーストリヒト - 19

1945年3月3日、連合国軍はハーグ近郊のV2と発射設備を大規模爆撃で破壊しようと試みたが、航法誤差のためベザイデンハウツェ区域が破壊され、市民およそ500名の死者を出した。
V2の軍事的効果は限定的であった。ごく初歩的な誘導システムは特定目標を照準できず、命中精度は7 - 17 kmと現在の基準では実用的でないくらい低かった。コストは4発で概ね爆撃機1機に匹敵した（爆撃機はより遠距離の目標に、より正確に、遥かに多くの弾頭を、幾度も運搬可能）。ただし心理的効果はかなり大きく、爆撃機や特徴的な唸り音が存在するV1飛行爆弾と違い、超音速で前触れもなく飛来し、既存兵器では迎撃不可能なV2は、ドイツにとって有用な兵器となった。特に、ロンドン市民は連日の攻撃に多大な不安に晒され、市街地への被害も甚大であった。最大射程320 kmで最大射程時に飛行時間は5分半で高度93.3 kmに到達した。発射されたミサイルのおよそ4%が発射後30秒間で故障した。およそ6%が弾頭の暴発やタンク爆発で空中分解した。また再突入時にも構造破壊で多数が失われた。結果、ロンドンへ向け発射された1152機中、到達したのは半分以下517機に過ぎなかった。アマトール爆薬が弾頭に使用された理由は大気圏再突入時の暴発を防ぎ、信頼性を高めるために低感度爆薬を選択しなければならなかったからである。一方、搭載された触発信管は高感度で連合国側で発見された不発弾頭はわずか2基のみだった。
反面迎撃不可能ゆえに、V2攻撃阻止には発射基地を制圧する必要があり、かえって連合軍のドイツ侵攻を早める動機づけにもなった。そのような意味ではドイツ敗北を早めた兵器とも言える。一方、同じ報復兵器のV1飛行爆弾は低速で迎撃可能な分、かえってそのために戦力を割かねばならず、戦略的にはV2より効果があったとも言える。V1飛行爆弾はV2ロケットのおよそ1/10の費用で開発、生産され、V2とは異なり、入手の比較的容易な燃料のみが必要で徐々に蒸発する極低温の液体酸素のような酸化剤は不要で、弾頭重量は850 kgあり、V2と比較し破壊力は遜色なかった。その結果、24,200機のV1が発射されたのに対しV2は3,500機発射で、V1は平均110機/日の発射に対しV2は16機/日の発射に留まった。実質的に与えた損害はV2よりもV1の方が多かったことが戦後の調査で判明している。V1の弾頭はV2の弾頭のように大気圏再突入による加熱がないため、暴発せず、V2の弾頭は垂直に近い角度で高速で建物や地面に陥入してから爆発するので爆風が緩和されたが、V1の弾頭は比較的浅い角度で低速で突入して建物の表面付近で爆発するので爆風の及ぼす範囲が広かった。さらにV2は前触れなく突然落下するのに対してV1の発する特有の音は恐怖をもたらす心理的効果があった。
上記の欠点を嫌った軍需大臣アルベルト・シュペーアは、より小型で使い勝手の良い兵器の開発を望んだが、大型兵器による戦局打破にこだわったヒトラーに押し切られ、製造が続けられた。

## 戦後のV2の利用

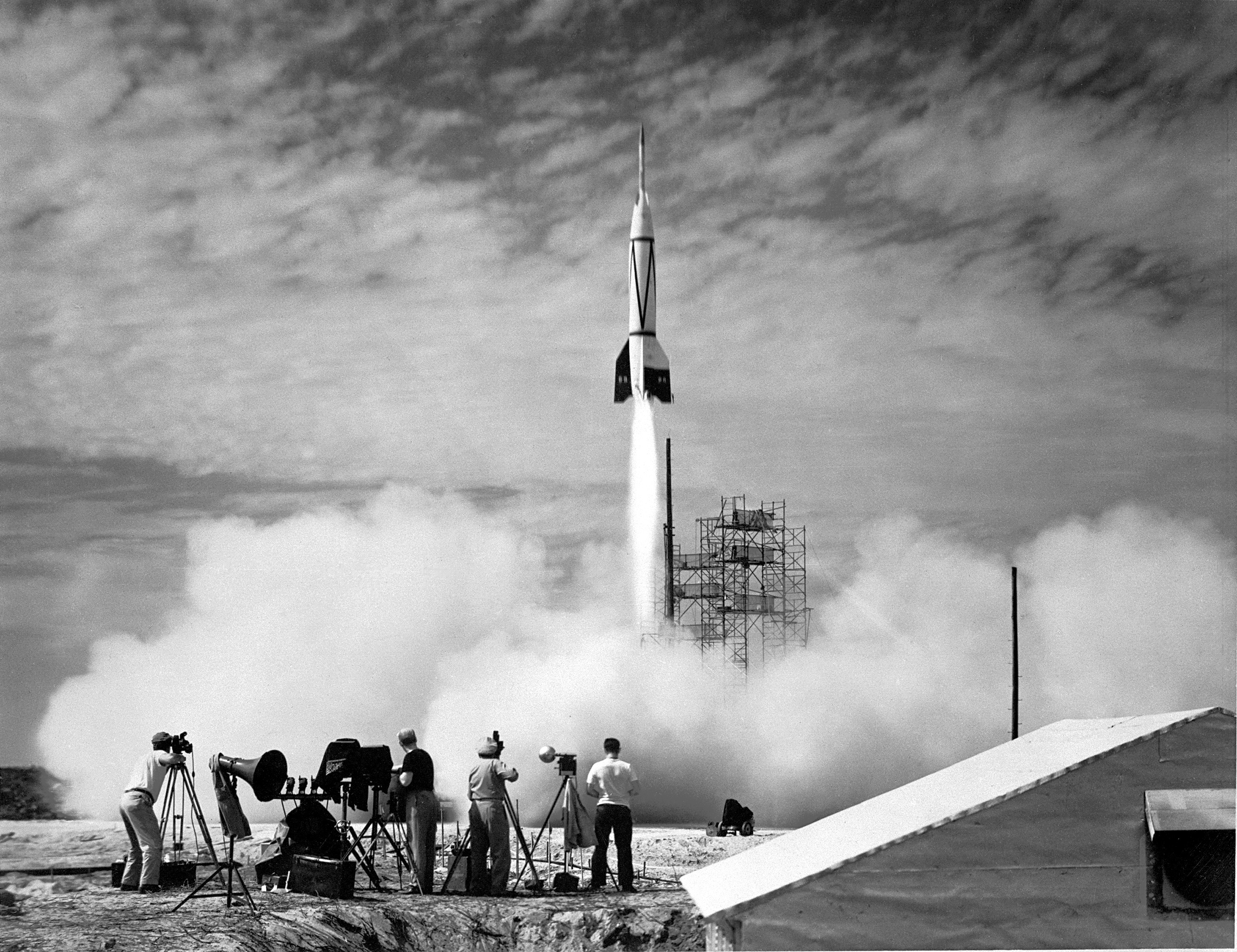
アメリカの「バンパー」の試射（1950年）

戦争末期には、V2ロケットと技術者たちをできるだけ多く獲得するレースが行われた。1945年8月半ばにアメリカ軍はペーパークリップ作戦の下で貨車300両分のV2と部品を鹵獲し、オルガー・N・トフトイ大佐は、ジョージ・パットン大将率いる第3軍に投降したフォン・ブラウンやドルンベルガー将軍をはじめとする126人の主要な設計技術者をアメリカに連れ帰った。ニューメキシコ州ホワイトサンズ・ミサイル実験場には215機分の燃焼器と180機分の推進剤タンクと90機分の尾翼と100機分の黒鉛の偏流板と200機分のターボポンプが持ち込まれた。当初は大半のドイツ製ロケットはアメリカで飛行可能な状態で持ち帰られたと考えられたが、実際にはどれも飛行可能ではなく、ゼネラルエレクトリック（GE）社が陸軍工廠とV2組み立てと発射の契約を交わした。
接収され、ホワイトサンズに持ち込まれたV2の部品は豊富にあったものの、制御装置のような機材は逼迫していた。ドイツから接収したジャイロスコープは50台のみで、大半は劣悪な状況であった。それぞれのロケットには2台のジャイロスコープが必要で、他にも配電盤の多くの配線が不足していることが判明したため、試射計画の後半にはGE社はジャイロスコープと誘導装置を製造するとともに、経年劣化していたドイツ製推進剤配管を交換した。V2の52%に変更が施されホワイトサンズから発射され、71%は設計重量を超えた。2,200 lb (1,000 kg)の弾頭を含むV2の標準的な空虚重量は8,000 lb (3,600 kg)だったが、発射されたロケットの空虚重量はペイロードが19%増えたことにより9,218 lb (4,181 kg)になり、1951年以降は全てのV2に改良が施され、47%以上ペイロードが追加されたことで最大全備重量は28,400 lb (12,900 kg)になった。
全ての部品は組み立て前に性能と状態が検査され、修理や調整が必要な部品は再度試験された。大型部品は組み付け前に完全に試験が実施され、2回の総合試験が組み立て棟を離れる前に実施され、射点では総合試験が前日に実施され、発射当日に推進剤が充填された。
その後数年間、アメリカのロケット計画は未使用のV2ロケットを活用して進められた。これらの改良型V2のひとつである2段式の「バンパー」は、1949年2月24日の試験飛行で当時の高度記録である 400 km を達成した。
V2の打ち上げは68%が成功したが、失敗した打ち上げからも多くの貴重な情報が得られた。1946年から1952年にかけて合計67機のV2ロケットがホワイトサンズから発射され、多くの価値ある情報をアメリカにもたらした。
フォン・ブラウンはアメリカ陸軍のレッドストーン兵器廠に勤務し、1950年からはアラバマ州ハンツビルに居住。後にレッドストーン、ジュピター、ジュピター-C、パーシングそしてサターンなど、ほぼ全てのアメリカのロケットの生みの親となった。
アメリカ海軍では接収したV2を小型化したヴァイキングを開発して後に人工衛星打ち上げ用のヴァンガードに発展させた。
ソ連もまた多数のV2ロケットと250人余りの技術者を捕らえた。元共産党員の妻を持つヘルムート・グレトルップがこのグループを率いた。彼らはドイツ国内でロケット研究を継続できるという条件でソ連軍に協力したが、戦後、しばらくの間ドイツ国内でソビエト人技術者達と共に開発作業に従事したが、1946年にソ連は突如、彼らをソ連国内の孤島に隔離収容して、V2ロケットをもとに多くの新しいミサイルの開発を行なわせた。セルゲイ・コロリョフのチームはV2ロケットの複製R-1を製作する。コロリョフはドイツ人に教えを請うたり、ドイツ人達が隔離されている島を訪問したことは無かったが、対照的にOKB-456のヴァレンティン・グルシュコは積極的にドイツ人達からノウハウを吸収した。OKB-456ではソビエト人のチームによってドイツから帰国直後から改良型のエンジンの開発に着手された。彼らは計算によりターボポンプの回転数を高めて推進剤の供給量と燃焼室の圧力を上げることで、推力を大幅に増大させることが可能であると理解していた。この時、ドイツ人技術者達には新設計のエンジンの詳細は知らされず、RD-100の生産が軌道に乗ってからは彼らの支援はもはや必要なかった。
グレトルップを首領とするドイツ人のチームはG-1というロケットの設計を進めた。G-1は大きさはV2と同じだが、推進剤のタンクが荷重を負担するようにして構造体を軽量化することにより、推進剤の搭載量を増やし、大気圏再突入時に弾頭を分離式にして、誘導、制御を地上から電波で行うようにして機載の誘導装置を可能な限り簡略化する仕様だった。推進剤のタンクに荷重を負担させるという概念自体は既に1920年代初頭にヘルマン・オーベルトが彼の著作でタンクに荷重を分担させるべきであると記していて、1941年にペーネミュンデを訪問時にも提言していたが、当時は軽量化よりも早期の実用化が優先されており、採用されなかった。エンジンの配置も大幅に変更され、推進剤を供給するポンプを駆動するタービンは燃焼室からのガスで直接駆動された。新しい無線制御装置により、精度が向上した。速度は単に計測されただけでなく、無線で軌道を修正された。エンジンの推力を制御することで速度を調整することは画期的で1955年にこの装置(RKS)は開発されたが、1957年にR-7大陸間弾道ミサイルに搭載されるまで実用に供されなかった。誘導装置も簡略化され、1自由度のジャイロスコープが備えられ、V2ではAskaniaという油圧式の操舵装置が搭載されていたが、G-1では空圧式に変更され、これにより付随装置も大幅に軽量化され、構造体の重量は3.17トンから1.87トンに大幅に軽量化され、弾頭重量は750kgから950kgへ増加して、尾翼は小型化され、機体は軽合金製になった。ドイツ人技術者達はロケットのソビエトの国産化に貢献したが、ドイツ人の設計によるものは一つも生産されたものはなかった。1950年代にソ連の技術者が十分な経験を積むと、ドイツ人技術者は東ドイツに帰国させられた。
ドイツ人技術者のノウハウをもとに、ソ連が開発したミサイルにはV2のコピーR-1、射程延伸型R-2、R-3（計画のみ）、ソ連で最初に核弾頭を搭載したR-5およびR-5M（NATO名：SS-3 Shyster）などがある。スカッド（NATO名：SS-1b/c SCUD、ソ連名称：R-11およびR-17）ミサイルはそれらの技術から発展した戦術ミサイルである。
同様にイギリスは少数のV2ミサイルを捕獲し、いくつかを北ドイツの射場でバックファイア作戦として打ち上げた。しかし、関係した技術者はすでに、試験完了後にアメリカに移ることに合意していた。同作戦の報告は、あらゆる支援手順、専用の車両そして燃料合成を含む広範囲な技術文書を残した。
フランス軍備研究局（DEFA）もまたドイツからの資料を得て、イギリスが追求をあきらめたペーネミュンデ系のドイツ人技術者をヴェルノンに招聘し、弾道技術・航空力学研究所（LRBA）を設立、陸軍の将来ミサイルの開発を行わせることとした。ジャン＝ジャック・バールもLRBAに参加したほか、ドイツ人研究者にはアリアンのバイキングエンジンを生み出したハインツ・ブリュンゲルや磁気軸受を開発したヘルムート・ハーベルマン（Helmut Habermann）も含まれていた。フランスでは欧州での第二次世界大戦終結後のわずか1週間後の1945年6月12日に戦時中のドイツで開発されたロケット技術を入手するためのCEPA（Centre for Study of Guided Missiles）が設立された。1946年の5月から9月にかけてフランスはこの目的のために30人のドイツ人技術者達を雇用してヴェルノンにLRBAの施設を設立した。1946年8月にこのグループは既に後にアリアンロケットへと発展する液体推進系の開発に着手していた。2段階の計画が策定された。先ずはフランス国内でV2ロケットを量産と試験施設が必要だった。そこではV2ロケットの発展型であるA8の開発と量産が予定された。1946年11月にアルジェリアのColomb-ベシャール近郊の施設がV2の飛行試験のために選定された。試験は順調に進むかに見えたが、1947年初頭にアメリカとソビエトがフランスが必要とした30機のV2の取得を阻み、そのため、アルジェリアで飛行試験を開始することが出来なくなった。LRBAのドイツ人技術者達は4211計画の一環でフランスがA8の飛行試験を実施できるように開発を支援した。並行してジャン＝ジャック・バールのチームは4212計画の一環として純粋なフランス製ロケットであるEA1941の開発を進めた。
A8を基に計画されたシュペルV-2ロケットは外見こそV2ロケットに似ていたものの、推力は40トンに強化され、戦略兵器として有効な推進剤はケロシンと常温でも貯蔵可能な硝酸を酸化剤として使用するものになった。開発は主に理論面と硝酸の取り扱いと推力40トンのエンジンのガス発生器の地上試験が実施されたが、予算を並行する2計画に投じることは出来ないという政府の判断により、試作機を製造するための予算は拠出されず、1948年にシュペルV2計画は中止され、4トンの推力のエンジンを備えた1/10サイズのヴェロニク/4213計画になった。
LRBAの任務はV2の改良であった。1946年から1949年にかけてドイツのフランスの占領地でドイツ人技術者達に開発を進めさせた。A8の計画を基にしたシュペルV-2と呼ばれた改良型V2では製造が簡素化され、タンク構造とより剛性の強い特殊鋼の採用でエンジン推力を40tに向上させ、射程を700kmに向上させる計画であった。しかし、軍はLRBAにソ連爆撃機の脅威に対抗するべくパルカ（Parca）長距離対空ミサイルの開発を要請し、DEFAは1949年に計画の棚上げを決定した。対空ミサイル計画は試作機が要求を満たせない状態が続き、1958年にアメリカのホークミサイルのライセンス生産が決定したことで計画は停止されたものの、追跡装置やアクチュエーターに関する研究はホークミサイルに対するLRBAの関与を深めることができた。
一方、バールのチームと並行して開発を進めていたドイツ人の技術者のチームは1949年により技術的難易度の低い推力4トンの液体燃料エンジンを搭載し、高度100 kmの弾道飛行中に60 kgの科学機器を運ぶことを目標としたヴェロニクロケットを開発した。誘導システムを持たず、推進剤加圧システムにターボポンプがないなど簡素化が行われたものの、当初は不安定燃焼の問題に突き当たった。しかし、1954年に解決を果たし、アルジェリア南部のアマギールから試験機の打ち上げが行われた。以後、こちらがフランスのロケット開発の主流になる。
その後、国際地球観測年の観測の一環として上層大気の研究が行われることとなり、より強力なヴェロニクAVIが作られた。これは200 kmの高度に装置類を投入することを目的とした。予算上の理由から初打ち上げは1959年3月7日に行われた。これは失敗だったものの、3日後に行われた2号機は137 kmの高度に達し、上層大気で風を測定する科学実験を行うことができた。同型機は1959年から1969年までの間に48機が打ち上げられ、81.5%の成功を記録した。続いてヴェロニクAGIが開発され、生き物への加速度や振動の影響を研究するために利用された。ヴェロニクAGIは高度365 kmに到達している。
カナディアン・アローではA4のエンジンのレプリカを使用する予定で地上試験まで実施された。

## 詳細技術

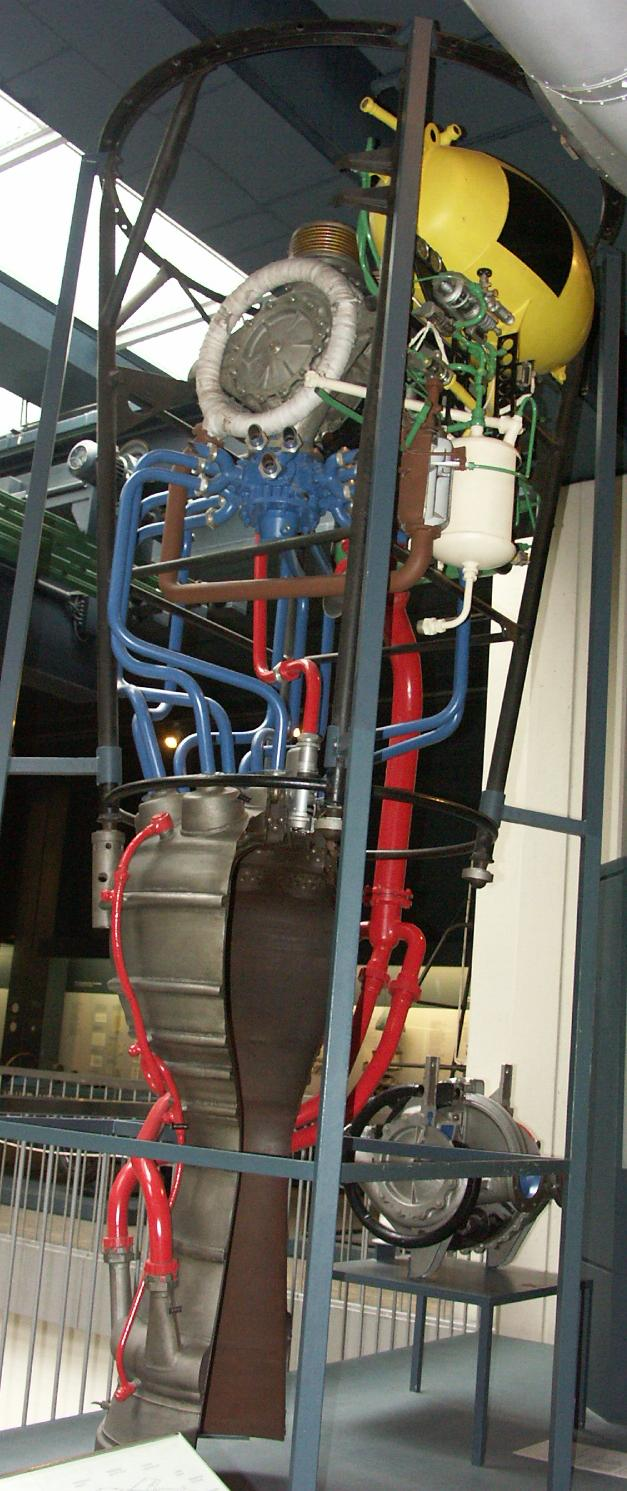
エンジンのカットアウェイ
赤は燃料であるエタノールの配管
青は液体酸素の配管
黄色のタンクはターボポンプ駆動用の過酸化水素のタンク

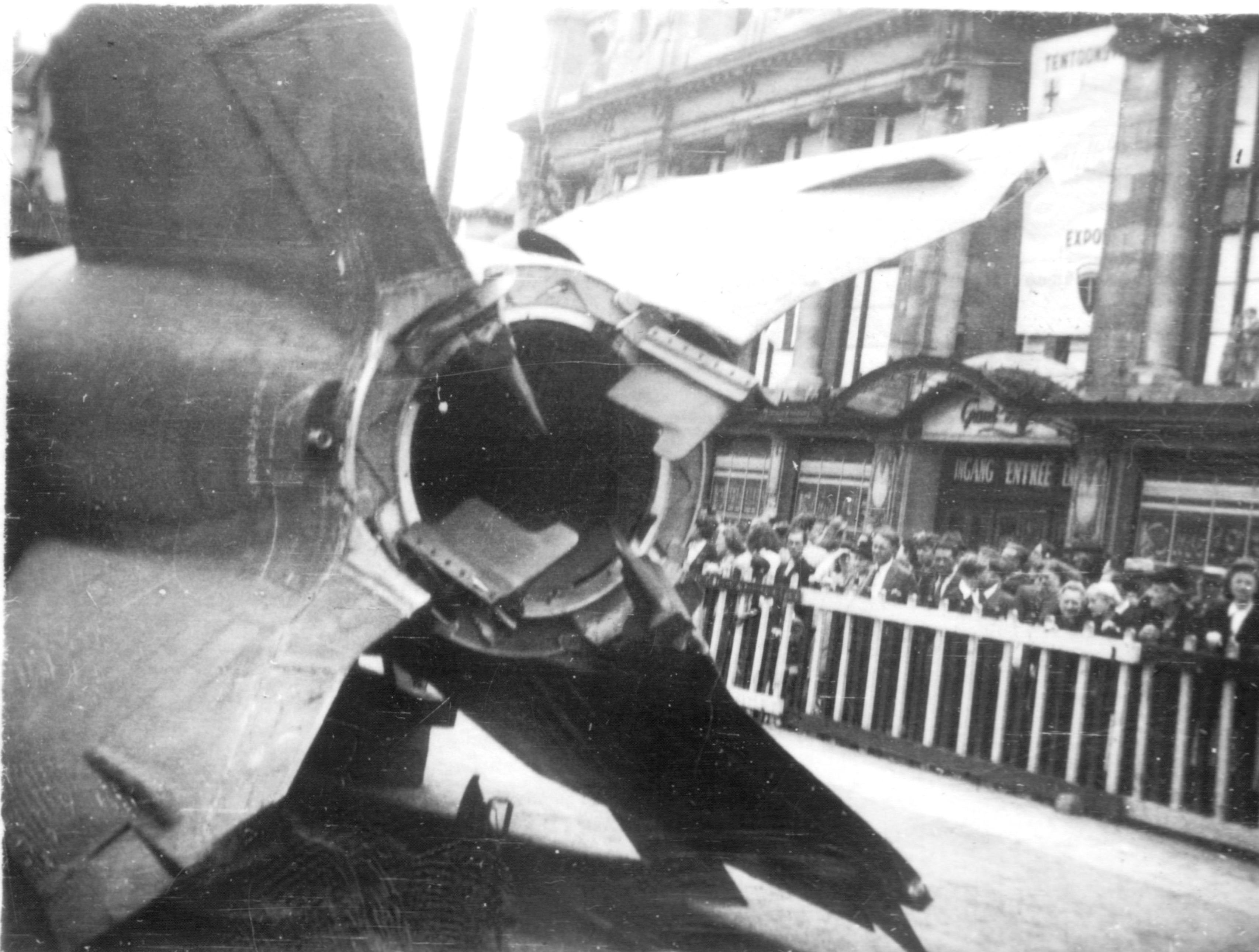
推力偏向板

V2の射程は、約1,000 kgの弾頭でおよそ300 kmであった（参考：質量の比較）。
そのほかの仕様は次の通り:
- 構成：1段式液体ロケット
- 全長：約 14 m
- 直径：約 1.7 m
- 離陸時質量：12,800 kg
- 離陸時推力：27,000 kgf

推進剤は、アルコール（エタノール）と水の混合燃料、および、液体酸素（酸化剤）である。混合燃料は重量軽減のためアルミニウムの燃料タンクに貯蔵されたが、アルミニウムは稀少かつ高価であったため、ドイツの戦時経済にとっては大きな負担となった。
推進剤は、過酸化水素によって駆動されるターボポンプによって主燃焼室に運ばれる。このときアルコールと液体酸素の混合比が常に適切になるようにいくつかのノズルを通る。また、燃料は主燃焼機の壁を通るようになっており、これは混合燃料を予熱すると同時に、再生冷却によって燃焼室を冷却して過熱による強度低下や溶融を防ぐ働きをしている。再生冷却だけでは冷却が不十分のため、燃焼ガスが燃焼室の壁面と接触しないようにフィルム冷却のために燃料のエタノールを噴射した。
毎秒125 kgの推進剤を燃焼した。
燃焼室の頂部に18個の螺髪状の燃焼器がある。それぞれの推力は1.5重量トンで試作時にはアルミニウム製だったが、量産時には鋼製になり溶接で固定された。
離陸時の総重量12.8トンに対してエンジンの推力は25重量トンだったが、これは現在の基準に照らし合わせると明らかに過剰だった。
推進剤のタンクはフリードリヒスハーフェンのツェッペリンの工場でへら絞りで製造された。
ロケットの進行方向を変えるための燃焼ガスの向きを制御する方式として、黒鉛製の推力偏向板（ジェットベーン、Jet vane）が使われた。これは、現在の大気圏外を飛行するロケットで主流の方式であるジンバル機構（ノズル全体の向きを変える方式）に比べると、燃焼ガスの運動量損失が大きいという欠点はあるが、機構がごく簡単なため、当時の工作技術の下では合理的な選択であった。推力偏向板は離陸後、低速時には安定翼の効果が不十分なので十分な速度に達するまで効果があった。大気圏外に到達する時にはエンジンは停止して慣性で放物線状に飛行した。
ロケットの軌道制御として真空管を用いた簡単なアナログコンピュータによる慣性誘導が用いられた。試験段階では、ロケットの激しい振動によって真空管のフィラメントが切れたため、制御不能となったロケットが試験場周辺に墜落するという事故が絶えなかったが、原因が分かって防振対策が施されてから安定飛行するようになった。飛行距離は燃料残量で計算され、燃焼が完了するとロケットは加速を停止し、程なく放物線カーブの頂点（約80km）に達した。しかし、命中精度が低く、兵器としての価値はさほどのものではなかった。このことから、後期になると地上から送信する電波信号で目標への誘導する方式のものも作られた。
作戦用のV2は大抵何種類かの迷彩パターンで塗装されたが、終戦近くには全面オリーブドラブ塗装も見られた。試験段階における特徴的な白と黒（ないし濃色）の市松模様の塗装は、写真が何枚も残されており印象的だが、これはセンサーなどの未発達な当時において目視や写真からロケットの姿勢を判断しやすくするための簡単かつ効果的なアイディアで、後にロケット開発に参入した国々の機体にも見られるものである。

## 登場作品

### 映画
『オフサイド7』
『クロスボー作戦』
『スカイキャプテン ワールド・オブ・トゥモロー』
最後の場面に登場するロケットがV2の形をしている。

### アニメ・漫画
『宇宙への飛翔』
宇宙旅行に夢をかけ、アポロ計画を実行したヴェルナー・フォン・ブラウンとヘルマン・オーベルトの師弟物語。
『終末のイゼッタ』
外観がV2と酷似したゲルマニアの兵器（劇中では「ミサイル」と呼称）が登場するが、推力・誘導や搭載する新型爆弾を依存していた魔女からの魔力が絶たれ、発射直後に墜落する。
『タンタンの冒険シリーズ』
ベルギーの漫画『タンタンの冒険シリーズ』の作品『タンタンの冒険 めざすは月』および『タンタンの冒険 月世界探検』に登場する月ロケットは、一見するとA4そっくりである。両機の機体表面に描かれているチェック模様が酷似しているためだが、これは打ち上げ発射台に乗せたロケット機体の傾きをセンサーで自動検知する技術がまだ確立されていなかったことによる（目視以外で遠方からそれを事前にチェック・把握する方法は無く、それを少しでも円滑に行うために、機体がチェック模様に塗られた）。戦後、アメリカ合衆国が開発した宇宙開発用ロケットの初期段階の機種でも、同じ様な模様を描いて暫く運用されていた。ロケットの表面にチェック模様が描かれるのがごく当たり前の時代に漫画が創作されたがため、作品中でもそのデザインが採り入れられた。

### 小説
『鏖殺の凶鳥』（文庫名：『凶鳥〈フッケバイン〉 ヒトラー最終指令』）
第二次世界大戦末期のドイツ領内に墜落した国籍不明機に対し、辛うじて即応発射状態を維持していた多数のV2が武装親衛隊のオットー・スコルツェニーの命令で一斉発射される。
『逆撃シリーズ・ドイツ編』
核弾頭装備のV2を発射する計画が発動するが、ハインリヒ・ヒムラーの妨害により頓挫している。
『重力の虹』
V2が重要な役割を果たす。
『遙かなる星』
武官としてドイツに訪れていた大日本帝国陸軍中尉時代の原田克也らが、ペーネミュンデ陸軍兵器実験場にて行われた実用化前のA4ロケット発射試験に立ち会う形で登場。
『緋弾のアリア』
主人公がV2ロケット上で戦闘を行う。
『レモン月夜の宇宙船』
かつてV2の開発に参加していた日本人の老SFファンが登場。資料が破棄されたV2の基幹技術を応用した月ロケットを個人で作り上げ、アポロ計画に先駆けた月旅行を目指す。
この他にも、架空戦記の中ではかなり有効な兵器として見られる場合が多く、ノルマンディー上陸作戦（大陸反攻）の準備に対する妨害攻撃に使用されたり、V2やその発展型が核兵器を搭載しイギリス本土やアメリカ本土あるいは日本本土まで攻撃することがある。一方で、史実ではあまり効果がなかったことを受け、開発を縮小・中止にして核兵器やその他の兵器に力を注ぐという作品もある。

### ゲーム
『Hearts of Ironシリーズ』
ゲーム内の兵器として開発・運用することができる。
『R.U.S.E.』
追い詰められたソ連軍がドイツ軍から鹵獲したV2ロケットに核弾頭を搭載して発射、友軍基地を攻撃する。
『The Saboteur』
ナチス兵士が使用する弾道ミサイル。マップ内の数ヶ所に配置されており、爆破することで報酬をもらえる。
『コール オブ デューティ』シリーズ
『CoD2 BRO』
ドイツ軍のV2製造工場襲撃ミッションにて、工場内に配置されている。
『CoD:WWII』
『スナイパーエリートV2』
V2ロケット関係者を巡って、表面上は連合国に属する同盟国同士のアメリカ合衆国とソビエト連邦が秘密裏に繰り広げる争奪戦が描かれるが、後半では敗戦間近のドイツからソ連へと亡命を図っていたヴォルフが開発した神経ガス「タブン」を用いて、ソ連が押さえたV2発射場からドイツ軍による最後の反撃を偽装した、タブンが封入された化学弾頭を装填したV2をロンドンへ向けて発射する極秘計画が判明し、主人公のアメリカ人スナイパー、カール・フェアバーンがこれを阻止するのに奔走する。

### 音楽
『V2』
ユニット名の由来がV2ロケット。ネーミングは小室哲哉によるもの。
ローリングストーンズのキース・リチャーズは、自分の出生をインタビューで語るときに、よく「ヒトラーのミサイル（V2）がかすめる横で生まれた」とウィットにとんだ発言をしている。
『Deutschland』
ドイツのメタルバンド「ラムシュタイン」の楽曲。ドイツ及びゲルマン民族の歴史を辿るMV中でV２の発射シーンが挿入されている。